# Robert Ley
Robert Ley (n. 15 februarie 1890, Niederbreidenbach⁠(d), Regatul Prusiei, Imperiul German – d. 25 octombrie 1945, Nürnberg, Bavaria, zona de ocupație americană în Germania⁠(d)) a fost un politician german în perioada nazistă care a condus Frontul German al Muncii (DAF) din 1933 până în 1945. De asemenea, a deținut multe alte funcții înalte în partid, inclusiv Gauleiter, Reichsleiter și Reichsorganisationsleiter. S-a sinucis înainte de procesul de la Nürnberg pentru crime de război.

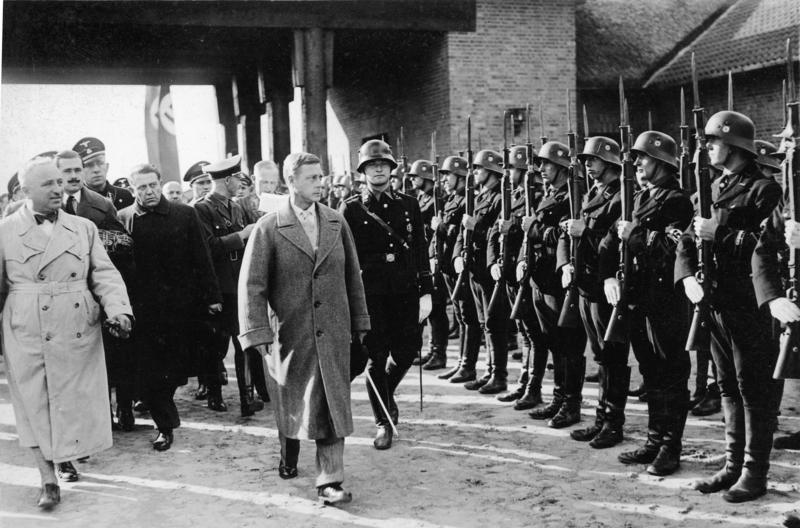
Eduard, Duce de Windsor (rege al Marii Britanii) și Robert Ley - inspectează trupe de elită SS în 1937